# Eres mi hogar
«Eres mi hogar» es la quinta pista y tercer sencillo del disco Manzana que lanzaron Los Prisioneros en 2004 con una nueva formación. . En el video aparecen Jorge González, Miguel Tapia y Sergio Badilla; quedó excluido Gonzalo Yáñez, parte de la nueva formación mencionada, ya que había partido del grupo para la filmación, aunque sí estuvo en la grabación.
Esta canción es dedicada de Jorge González a su excompañero Claudio Narea
El inicio de la canción se asemeja al de la canción «Baby Come Back», de Player, y al tema Nunca más, del disco solista de Jorge González Mi destino: Confesiones de una estrella del rock.
Este fue el último sencillo de Los Prisioneros antes de separarse definitivamente en 2006.
Jorge González hizo una versión en piano de la canción, como material extra para el DVD de su concierto en Blondie 2008, y un demo hecho en 2004 para su álbum Demos, de 2016. También tocó la canción en el teatro Caupolicán en 2011.

## Video
El video muestra a un futbolista de videojuego (Miguel Tapia), deprimido porque su novia murió en el videojuego medieval en que participaba. Sin embargo, ocurre un desperfecto en el videojuego y Tapia salva a su novia.

## CD sencillo
El CD sencillo de «Eres mi hogar» incluía tres versiones de la canción: la primera, el sencillo interpretado por Los Prisioneros; la segunda, distinta a la original, con la participación de DJ Voltorb; la tercera era una «versión ambiental», sin lírica (a excepción de unas palabras al final de Jorge González, recitando las dos primeras líneas de la canción) y con la participación de DJ Snorlax.

Me acuerdo de la noche en que te conocí,

yo andaba mezclando en el instante en que te vi [...].
Yo andaba mal, sufría de una fuerte adicción,
estaba a pocos pasos de la perdición.
Tú me ofreciste tu mano y comprensión,
tu compañía se volvió una bendición.

Y nos fuimos juntos a la isla de Fidel [...].
Los Prisioneros, «Eres mi hogar», segunda versión

La carátula del CD sencillo es similar a la de Manzana: aparece una manzana mordida, pero el fondo es rosado en vez de verde y la manzana es roja en vez de verde.
| N.º | Título                            | Duración |  |
| 1.  | «Eres mi hogar» (Los Prisioneros) | 4:13     |  |
| 2.  | «Eres mi hogar» (DJ Voltorb Mix)  | 6:09     |  |
| 3.  | «Eres mi hogar» (DJ Snorlax Mix)  | 6:42     |  |